# جام امیر کویت
جام امیر کویت (به عربی: كأس أمير الکويت) یک جام فوتبال می‌باشد که در کشور کویت برگزار می‌شود. دو باشگاه العربی و القادسیه هرکدام با ۱۵ قهرمانی٬ پرافتخارترین تیم‌های این مسابقات نیز به شمار می‌روند. این جام در سال ۱۹۶۲ برای اولین بار برگزار شد.

## برندگان
- ۱۹۶۲ : العربی ۷-۱ القادسیه
- ۱۹۶۳ : العربی ۱-۰ الکویت
- ۱۹۶۴ : العربی ۲-۱ القادسیه
- ۱۹۶۵ : القادسیه ۳-۱ العربی
- ۱۹۶۶ : العربی ۲-۰ السالمیه
- ۱۹۶۷ : القادسیه ۴-۲ العربی
- ۱۹۶۸ : القادسیه ۲-۱ العربی
- ۱۹۶۹ : العربی ۲-۱ الکویت
- ۱۹۷۰ : الیرموک ۲-۱ العربی
- ۱۹۷۱ : العربی ۲-۱ الکویت
- ۱۹۷۲ : القادسیه ۲-۱ العربی
- ۱۹۷۳ : الیرموک ۰-۰ السالمیه (و.ا٬ ۴-۲ پنالتی‌ها)
- ۱۹۷۴ : القادسیه ۱-۰ العربی
- ۱۹۷۵ : القادسیه ۲-۱ الکویت
- ۱۹۷۶ : الکویت ۱-۰ القادسیه
- ۱۹۷۷ : الکویت ۲-۱ القادسیه
- ۱۹۷۸ : الکویت ۴-۱ السالمیه
- ۱۹۷۹ : القادسیه ۲-۱ کاظمه
- ۱۹۸۰ : الکویت ۳-۲ کاظمه
- ۱۹۸۱ : العربی ۱-۰ الکویت
- ۱۹۸۲ : کاظمه ۶-۱ الکویت
- ۱۹۸۳ : العربی ۲-۱ کاظمه
- ۱۹۸۴ : کاظمه ۲-۰ التضامن
- ۱۹۸۵ : الکویت ۲-۲ کاظمه (و.ا٬ ۴-۲ پنالتی‌ها)
- ۱۹۸۶ : الفحیحیل ۳-۰ کاظمه
- ۱۹۸۷ : الکویت ۴-۲ التضامن
- ۱۹۸۸ : الکویت ۱-۰ کاظمه
- ۱۹۸۹ : القادسیه ۲-۱ العربی
- ۱۹۹۰ : کاظمه ۱-۱ العربی (و.ا٬ ۴-۲ پنالتی‌ها)
- ۱۹۹۱ : برنده نداشت
- ۱۹۹۲ : العربی ۱-۱ القادسیه (و.ا٬ ۳-۲ پنالتی‌ها)
- ۱۹۹۳ : السالمیه ۵-۰ الیرموک
- ۱۹۹۴ : القادسیه ۲-۰ التضامن
- ۱۹۹۵ : کاظمه ۱-۰ العربی
- ۱۹۹۶ : العربی ۲-۱ الجهراء
- ۱۹۹۷ : کاظمه ۲-۰ القادسیه
- ۱۹۹۸ : کاظمه ۳-۱ العربی
- ۱۹۹۹ : العربی ۲-۱ الساحل
- ۲۰۰۰ : العربی ۲-۱ التضامن
- ۲۰۰۱ : السالمیه ۳-۱ کاظمه
- ۲۰۰۲ : الکویت ۱-۰ الجهراء
- ۲۰۰۳ : القادسیه ۲-۲ السالمیه (و.ا٬ ۴-۱ پنالتی‌ها)
- ۲۰۰۴ : القادسیه ۲-۰ الکویت
- ۲۰۰۵ : العربی ۱-۱ کاظمه (و.ا٬ ۶-۵ پنالتی‌ها)
- ۲۰۰۶ : العربی ۲-۰ القادسیه
- ۲۰۰۷ : القادسیه ۵-۰ السالمیه
- ۲۰۰۸ : العربی ۲-۱ السالمیه (و.ا)
- ۲۰۰۹: الکویت ۲-۱ العربی
- ۲۰۱۲: القادسیه ۰-۰ الکویت (و.ا٬ ۴-۱ پنالتی‌ها)
- ۲۰۱۱: کاظمه ۱-۰ الکویت
- ۲۰۱۲: القادسیه ۱-۰ کاظمه
- ۲۰۱۳: القادسیه ۳-۰ الجهراء
- ۲۰۱۴: الکویت ۱-۱ القادسیه (و.ا٬ ۴-۳ پنالتی‌ها)

## قهرمانی باشگاه‌ها
| باشگاه   | قهرمانی‌ها |
| -------- | --------- |
| العربی   | ۱۵        |
| القادسیه | ۱۵        |
| الکویت   | ۱۰        |
| کاظمه    | ۷         |
| السالمیه | ۲         |
| الیرموک  | ۲         |
| الفحیحیل | ۱         |